# Acanthopyrgus
Acanthopyrgus is een geslacht van rechtvleugeligen uit de familie Pyrgomorphidae. De wetenschappelijke naam van dit geslacht is voor het eerst geldig gepubliceerd in 1966 door Descamps & Wintrebert.

## Soorten
Het geslacht Acanthopyrgus omvat de volgende soorten:
- Acanthopyrgus finoti Bolívar, 1905
- Acanthopyrgus longicornis Descamps & Wintrebert, 1966